# Seilernov triptih
Seilernov triptih (znan tudi kot Polaganje v grob), različno datiran ok. 1410-15 ali ok. 1420-25 je velik fiksni krilati oltarni triptih, tabla poslikana v olju in zlatimi listi, ki ga običajno pripisujejo staronizozemskemu slikarju Robertu Campinu. To je najzgodnejši izmed dveh znanih triptihov, ki sta mu pripisana, čeprav so slike na zunanjih krilih izgubljene. Delo podrobno opisuje dogodke Kristusovega pasijona; z ikonografijo, povezano z liturgijo velikega tedna. Table, ki jih je treba brati od leve proti desni, podrobno opisujejo tri postaje cikla Jezusovega trpljenja; križanje, pokop in vstajenje.
Campin je bil eden zelo zgodnjih ustanoviteljev severne renesanse, v življenju znan in uspešen po svoji prodorni uporabi oljnih barv, vendar je bil v zgodnjem modernem obdobju v veliki meri pozabljen. V poznem 19. stoletju je bil ponovno odkrit in je bil od takrat opisan kot eden najpomembnejših verskih slikarjev 15. stoletja. Čeprav je Campinovo življenje zaenkrat razmeroma dobro dokumentirano, o tem naročilu ni ohranjenih zapisov, s 60 x 48,9 cm pa je premajhno, da bi deloval kot cerkveni oltar - verjetno je bil namenjen zasebni pobožnosti. Triptih predstavlja eno najzgodnejših ohranjenih flamskih slik. Njegova ikonografija je povezana z liturgijskima obredoma Depositio in Elevatio.
Vpliv Seilernovega triptiha je zaznaven v delih glavnih umetnikov, med njimi Rogierja van der Weydna ,  Dierica Boutsa, Quentina Massysa in Petra Paula Rubensa. Ime je dobil po nekdanjem lastniku grofu Seilernu, ki ga je ob njegovi smrti leta 1978 zapustil Courtauld Institute, kjer ga hranijo do danes.

## Opis
Triptih je morda deloval kot pogrebna oltarna slika za cerkev ali pa je bil zaradi svoje razmeroma majhne velikosti namenjen zasebni pobožnosti. Na zunanjosti ni slik, čeprav so bile morda prvotno tudi take. Če bi delo uporabljali v cerkvi, bi bila krila zaprta, razen za posebne priložnosti, kot so pogrebi in cerkveni prazniki.
Vsako pozlačeno ozadje vsebuje zavite trte, Kristusove simbole in pobarvan rdeč ribez, oba Kristusova simbola. Osrednja tabla je dvojno obokana. Pripovedno ga je brati od leve proti desni s tablami, ki prikazujejo križanje, pokop in vstajenje Kristusa.  Vsaka od tabel poudarja drugačen del slikovnega prostora; leva tabla je osredotočena na ospredje in prizor daleč zadaj, sredinska tabla ima prizor v ospredju, desna pa na sredini. Na tablah je več združujočih elementov, vključno z močno uporabo globoko rdeče in prisotnostjo psov v vsakem od kril.

### Leva tabla
Na levi tabli je prikazan prizor križanja, vendar po sestopu s križa, ki ga prikazuje lestev, naslonjena na osrednji prazen križ. Posebne podrobnosti so podane tatovom, ki v mukah visijo na levi tabli, še živi, vezani z vrvjo na križe in tam puščeni tudi po tem, ko je bil Kristus spuščen in položen v svoj grob. Pokrajina začrta hrib Golgote. Ni posebej podroben in nima perspektive.
Donator v ospredju kleči v molitvi, z njegovih ustnic prihaja zvitek govora ali banderola. Na sceni je predstavljen brez prestreznika, običajno takrat, ko bi bil to svetnik zavetnik. Njegova postavitev pred prazen križ je zelo nenavadna, vendar lahko odraža predanost tega donatorja pravemu križu. Čez rame ima obešeno rdeče ogrinjalo, ki je povezano z zmagoslavno vstalim Kristusom.

### Srednja tabla
Figure na sredinski tabli so bistveno večje in bolj volumetrične ali trdne kot tiste na krilih. Čeprav je tabla s krili povezana z neprekinjenim nebom, se obseg in časovna nastavitev osrednje table zelo razlikuje od nastavitve kril. Merilo je precej zmanjšano in figure, ki so veliko bolj strnjene, se približajo gledalcu, prizor pa postane precej plitvejši in manj realen kot na krilih. Njihovo pomembnost v slikovnem prostoru je včasih primerjati s sočasnimi trendi v kiparstvu, zlasti  Clausa Sluterja.
Kristusovo telo je dvignjeno, morda nerodno, na pokrovu nad zgornjo tablo sarkofaga. Na ta način je grob postavljen kot, je opisala umetnostna zgodovinarka Shirley Blum, »oltar, ki podpira telo in kri mrtvega Kristusa«. Po besedah Barbare Lane postane »tako slavljenec kot žrtev nenehno ponavljajoče se maše«. Žalujoči se v polkrogu zberejo okoli groba in žalostno pogledujejo proti Jezusu, ko je zavit v svoj pokop. Med njimi sta Marija, Jožef iz Arimateje (z rjavo brado, oblečen v bledo (zdaj) rumenkasto obleko in podpira Kristusovo glavo) in Nikodem. Pred grobom je v ospredju sveti Janez, ki podpira Devico, modro oblečeno žensko, ki drži tančico s Kristusovim obrazom, ki je verjetno sveta Veronika in v simbolu ritualnega maziljenja Marija Magdalena drgne olje na Kristusove noge.
Upodobitve Jožefa in Nikodema so podobne tistim v Predstavitvi Melchiorja Broederlama. Močan poudarek je na pokrovu, ki pokriva Kristusovo telo, motiv, ki je bil kasneje viden v delu Jeana Michela in Georgesa de la Sonnetta, dva Sluterjeva učenca.
Dva lebdeča angela nosita predmete pasijona, vključno z gobo, žeblji in trnovo krono, predstavljata Križanje. Angela, ki stojita na obeh straneh groba, žalujeta. Tisti na desni si v žalosti obriše solzo z obraza. Ta angel nosi duhovniško oblačilo, vključno z albo in štolo, kar kaže, da bo kmalu opravil mašo. Angel na desni drži sulico, ki se nanaša na križanje in gleda navzdol proti donatorju na levi tabli, ki povezuje pripoved in table.
Osrednjo tablo so včasih primerjali z italijanskimi ekvivalenti, zlasti s Simone Martinija ok. 1334, Polaganje v grob, ki jo je Campin, odkar so jo pripeljali v Dijon, morda videl iz prve roke.

### Desna tabla
Desna tabla prikazuje Jezusovo vstajenje. Stoji na grobu, potem ko ga je odprl angel, ki ga je poslal Bog in drži simbol svetega križa, ko dviguje roke v blagoslov. V ospredju ob vznožju groba sta dva vojaka, ki jih je Pilat poslal, da bi zaščitil grobnico in preprečil krajo trupla.